# Radioafición de época

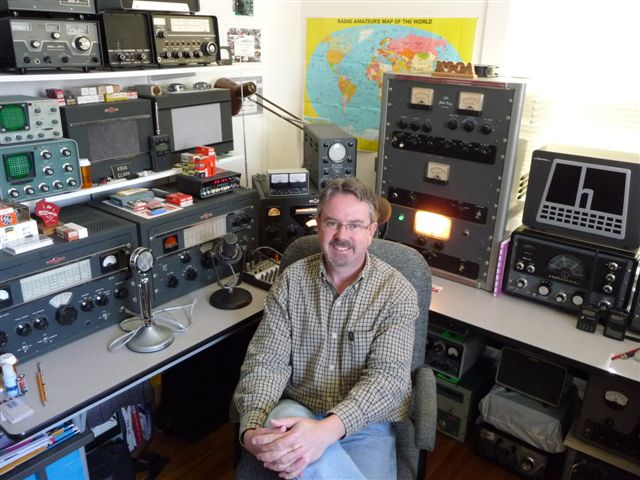
El "Radio shack" de un radioaficionado con equipos antiguos

La radioafición de época es un subgrupo de la radioafición en el que los entusiastas coleccionan, restauran, conservan, construyen y utilizan equipos de radioaficionados de épocas pasadas, como los que utilizan tecnología de tubos de vacío. Los modos de funcionamiento más populares incluyen hablar por modulación de amplitud (AM) y comunicarse mediante código Morse a través de radiotelegrafía de onda continua (CW). Algunos aficionados se interesan por poseer, restaurar y utilizar equipos de radio militares y comerciales antiguos, como los de las décadas de 1940 a 1960. Algunos construyen sus propios equipos, lo que en el argot de los radioaficionados se conoce como "homebrewing", utilizando piezas y diseños antiguos. Numerosos clubes y organizaciones de radioaficionados patrocinan concursos, eventos y reuniones de intercambio que se ocupan de este aspecto especializado de la afición.

## Recursos

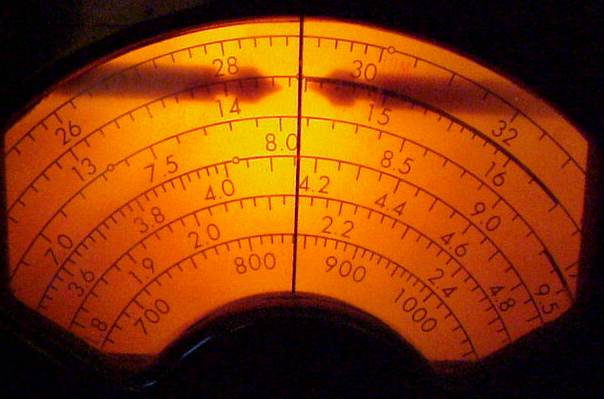
Sintonizador Hallicrafters SX-28

Los entusiastas de la radio antigua afirman que los precisos indicadores digitales de frecuencia y las funciones basadas en microprocesadores de última generación de los equipos de aficionados modernos carecen del atractivo estético y el «alma» de los equipos electrónicos de aficionados de la era de los tubos de vacío.Además, muchos encuentran satisfacción en tomar equipos de aficionados fabricados comercialmente entre los años 1930 y 1970, a menudo caracterizados como anclas de barco por los aficionados estadounidenses debido a su gran tamaño y peso, y restaurarlos cuidadosamente.
La proliferación de circuitos integrados en los equipos modernos de radioaficionados ha hecho que los aficionados sientan nostalgia de los diseños basados en tubos de vacío. Las radios que contienen piezas de estado sólido no requieren ajustes frecuentes, mientras que los equipos de radio de tubo de vacío son menos predecibles, lo que da más emoción a los contactos de radio rutinarios y una experiencia más primitiva a los radioaficionados.Los entusiastas afirman que las anclas de barco suenan mejor que los equipos modernos, ya que el audio de tubo de los equipos antiguos es más "cálido" y estéticamente más agradable.

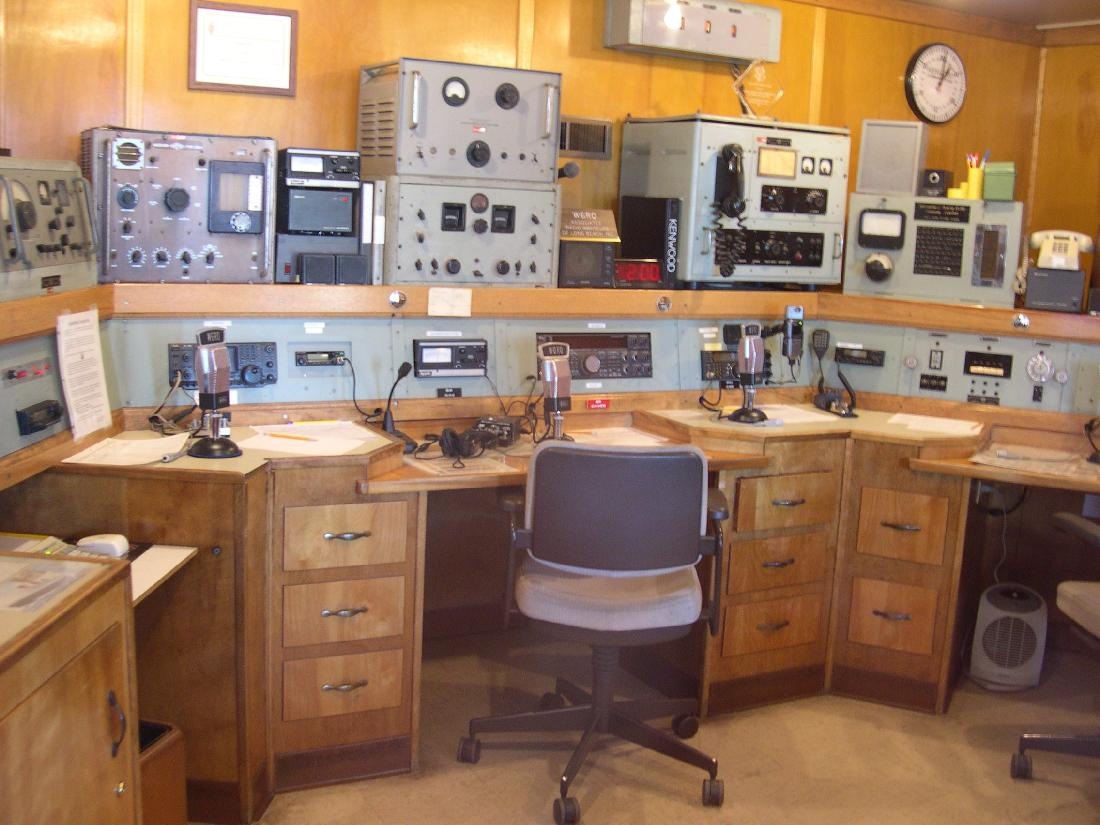
Equipos antiguos en la sala de radio del Queen Mary

Algunos aficionados consideran que el funcionamiento de las radios antiguas es un activo valioso para ayudar a preservar la historia y el patrimonio de la radio para las generaciones futuras. A veces colaboran en la restauración y el funcionamiento de equipos de radio antiguos para exposiciones históricas, museos y barcos o aviones históricos. Ejemplos de ello son los grupos de aficionados que restauran, mantienen y operan las instalaciones de radio del transatlántico Queen Mary, la estación de radio Musick Memorial, patrimonio de la ingeniería, y la estación Massie Wireless, incluida en el Registro Nacional de Lugares Históricos. La restauración amateur de radios militares históricas incluye el B-17 Flying Fortress City of Savannah en el National Museum of the Mighty Eighth Air Force, el B-29 Superfortress Enola Gay en el National Air and Space Museum y el submarino USS Requin en el Carnegie Science Center. Los radioaficionados de varios buques marítimos retirados, como el destructor USS Kidd y el acorazado USS Texas, utilizan regularmente transmisores antiguos para comunicarse con otros museos navales en eventos como el Fin de Semana de los Buques Museo y el Día Nacional de Conmemoración de Pearl Harbor.

## Actividad AM

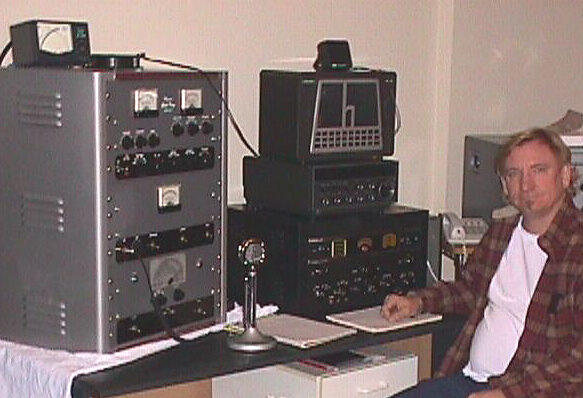
El "AM'er" Joe Walsh WB6ACU en antena

La modulación de amplitud (AM) fue una vez el principal modo de voz en la radioafición antes de ser sustituida por la modulación de banda lateral única (SSB). Pero la AM se ha convertido recientemente en una especialidad de interés nostálgico en las bandas de radioaficionados de onda corta. Un número de AMers operan antiguos transmisores de tubo de vacío junto con receptores independientes. Algunos operadores incluso han obtenido viejos transmisores de AM de emisoras de radio que han actualizado sus equipos. Otros construyen sus equipos desde cero (lo que se denomina "homebrewing") utilizando componentes tanto modernos como de época. La estrella del rock Joe Walsh es un defensor de la radioafición y un ávido coleccionista de equipos antiguos, y mantiene nueve estaciones antiguas completas en su casa, incluido un transmisor Collins.
En los Estados Unidos, la actividad de radioaficionados en AM se puede encontrar en frecuencias de onda media, MF y onda corta, HF (en MHz) que incluyen 1.880-1.890, 3.885, 7.290, 14.286, 21.390, y 29.000-29.200, y cuentan con redes de intercambio que atienden al interés en equipos antiguos de AM.
El funcionamiento de la AM ha despertado el interés de personas ajenas a la afición, como los radioescuchas de onda corta que utilizan receptores baratos a disposición del público. Aunque se centran en tecnologías sencillas del pasado, los aficionados a la AM también pueden mezclar tecnología de vanguardia con sus intereses antiguos, como experimentar con la detección síncrona para permitir la recepción de señales de AM libres de estática y desvanecimiento.
Las conversaciones ("QSO" en el argot de los radioaficionados) suelen configurarse como "mesas redondas"formadas por varios participantes. Se suele animar a los recién llegados interesados a que cambien sus transceptores modernos al modo AM, se presenten y se unan a la conversación,

## Equipo clásico

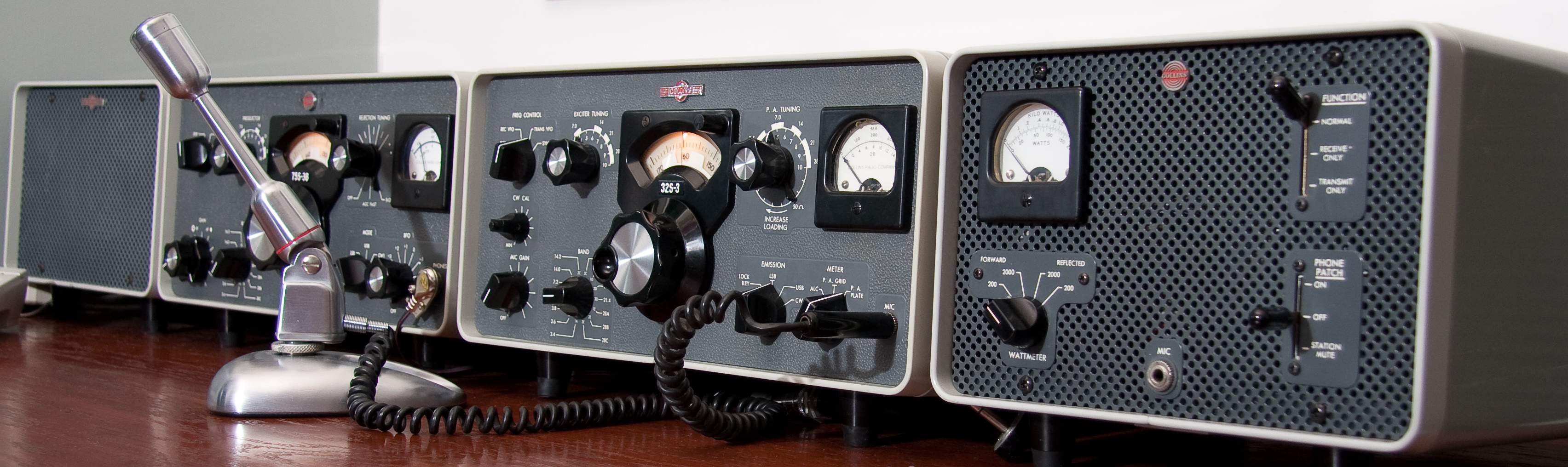
Collins S-Line, con fuente de alimentación independiente, receptor, transmisor y consola de altavoces, c. 1960

Los equipos de radioaficionado de épocas pasadas como los años 40, 50 y 60 que son transmisores y receptores de tubo de vacío independientes (a diferencia de los transceptores modernos) son objeto de nostalgia, y muchos ven la rehabilitación y el uso en el aire por parte de entusiastas.

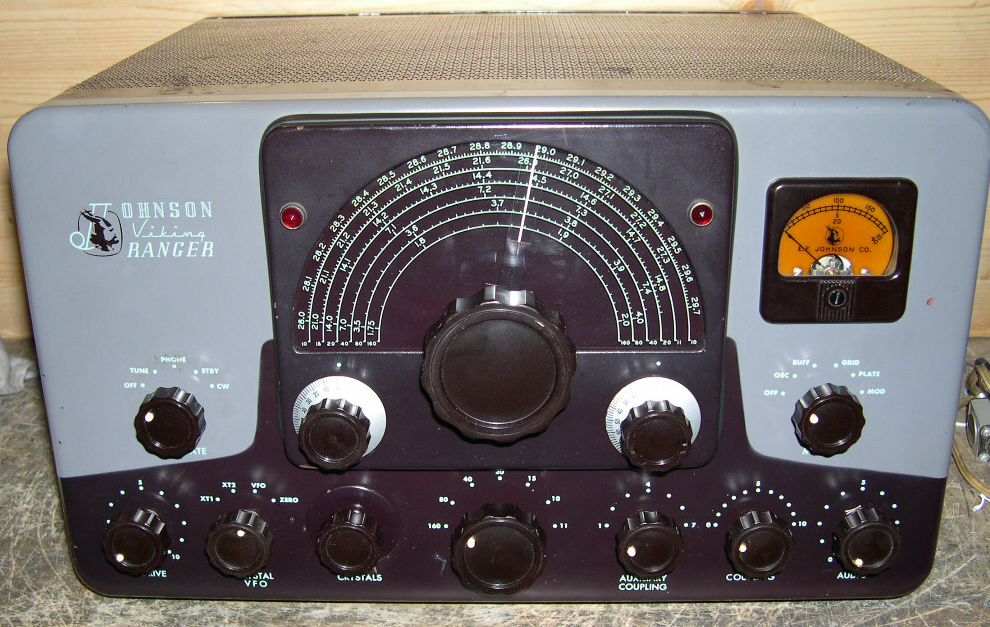
Transmisor EF Johnson Viking Ranger, c. 1958

La actividad operativa de época no se limita al modo AM. Muchos aficionados utilizan sus equipos "clásicos" de fabricantes americanos de la época, como Eico, EF Johnson, National, Heathkit, Hammarlund, Drake, Collins, WRL, Swan, Signal/One, Lafayette y Hallicrafters, para realizar contactos bidireccionales de radiotelegrafía (CW), SSB, FM y RTTY.
Algunos entusiastas definen los parámetros de edad de los equipos antiguos o clásicos como "lo suficientemente viejos como para mostrar el brillo de las válvulas de vacío", pero la designación puede incluir algunos de los primeros equipos de estado sólido.
Algunos incluso se subespecializan en el coleccionismo de radios militares y se dedican a restaurar y utilizar equipos de comunicaciones excedentes, muchos de los cuales se remontan a la Segunda Guerra Mundial, desde aparatos de mando AN/ARC-5 y walkie talkies SCR-300 y SCR-536 del Cuerpo de Señales de Estados Unidos hasta equipos exóticos como el Paraset británico, un pequeño transceptor de espionaje suministrado a las fuerzas de la Resistencia en Francia, Bélgica y los Países Bajos.

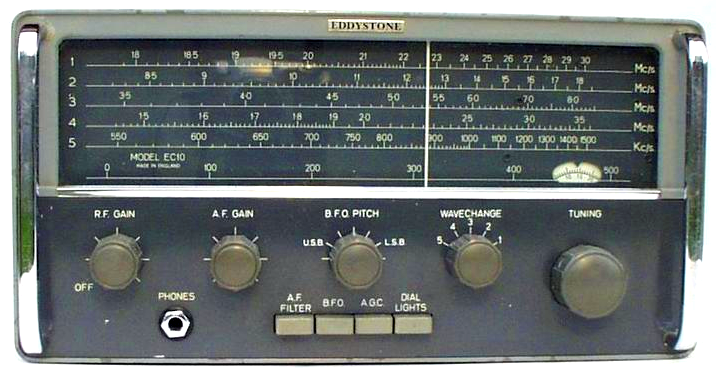
Receptor de onda corta Eddystone EC10 c. 1967

Entre los radioaficionados de la UE existe un gran interés por los equipos de radiocomunicaciones militares y comerciales antiguos, especialmente los de fabricantes británicos como Marconi, Racal, Eddystone, Pye, y diversos equipos rusos, alemanes, canadienses, de la RAF británica y del ejército británico, como el conocido Wireless Set nº 19.

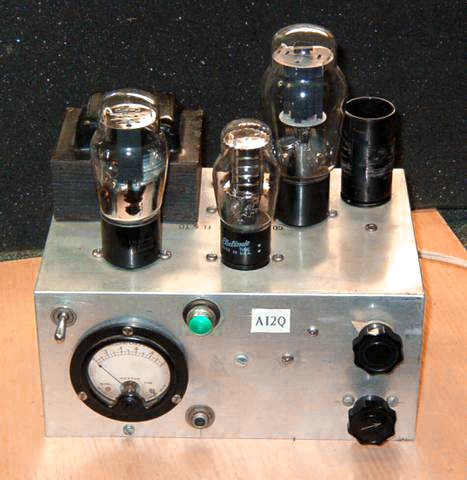
Transmisor de tubo de vacío

Los "glowbugs" son un aspecto relacionado con la radio antigua y se remontan a los primeros días de la radioafición, cuando la mayoría de los radioaficionados fabricaban sus propios equipos a mano. De menor tamaño que las "anclas de barco", "glowbug" es un término utilizado por los radioaficionados estadounidenses para describir un sencillo equipo de radio casero de tipo tubo. La mayoría de los transmisores glowbug están diseñados para utilizarse en el modo de radiotelegrafía CW.
Los transmisores Glowbug con diseños sencillos basados en tubos formaban parte de muchas estaciones de radioaficionados principiantes. Según el autor Richard H. Arland, el interés por los glowbugs ha aumentado entre los entusiastas del QRP y otros con afición a construir sus propios equipos, y muchos radioaficionados están montando transmisores HF CW sencillos. Los radioaficionados a los Glowbugs a menudo pueden ser escuchados comunicándose en las bandas de onda corta vía CW usando código Morse.

## Clubes, eventos y publicaciones
Muchos clubes de radio antiguos patrocinan eventos especiales y concursos, como el "AM QSO Party" patrocinado por la Antique Wireless Association, el "Heavy Metal Rally" patrocinado por la Electric Radio Magazine, y el "Classic Radio Exchange". Estos eventos no son concursos tradicionales de radioaficionados, ya que se trata de una noche de QSO amistosos utilizando equipos caseros, restaurados de radioaficionados comerciales, de radiodifusión o militares. El Antique Radio Club of Illinois opera una estación de radio antigua como demostración pública en el Antique RadioFest, permitiendo a los aficionados con licencia que la visiten operar el transmisor.
La Amateur Radio Lighthouse Society y The AM Radio Network's"Expedición al faro Thomas Point Shoal"en Chesapeake Bay, MD conmemoraron la historia de los faros con una estación vintage para eventos especiales utilizando el indicativo K3L.
La Sociedad de Radioaficionados Militares y de Época de Gran Bretaña, afiliada a la Sociedad de Radio de Gran Bretaña, coordina regularmente "redes" en el aire donde se reúnen los entusiastas, así como archivos técnicos masivos para el beneficio de los miembros. La Sociedad de Radio Excedentes, una sociedad holandesa de coleccionistas de antiguos equipos de radio exmilitares y otros receptores y transmisores nostálgicos celebra redes semanales de actividad de radio todos los domingos en 3,575 MHz CW / 3,705 MHz AM y patrocina varios mercados de pulgas y ferias de intercambio cada año.
El Wireless Set No. 19 Group, con miembros prácticamente en todo el mundo, atiende a aquellos que coleccionan, restauran u operan equipos de comunicaciones militares antiguos, con énfasis en la radio Wireless Set No. 19 de la Segunda Guerra Mundial. Muchos miembros son radioaficionados que utilizan el equipo para establecer contactos con otras personas.
La ARRL publicó "Vintage Radio", una colección de artículos de la revista QST que describen los equipos antiguos, su restauración y funcionamiento.
La Antique Wireless Association of Southern Africa se dedica al "mantenimiento y preservación de nuestra herencia amateur" para entusiastas de tipos antiguos de radios de onda corta y equipos amateur, y mantiene una exposición en un museo en Johannesburgo.

## Restauración

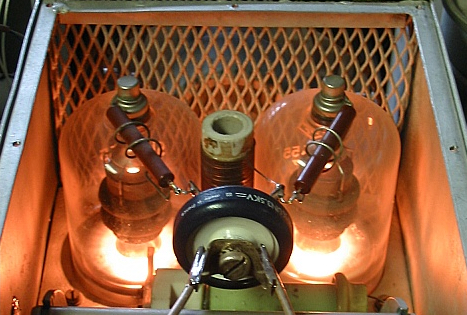
Cátodos incandescentes en dos tubos de vacío transmisores

La reparación y restauración de equipos antiguos de radioaficionados puede implicar la sustitución de tubos de vacío, la reforma de condensadores electrolíticos si es necesario, la sustitución de cualquier resistencia defectuosa, la sustitución de cables de alimentación de dos hilos por cables de tres hilos, excepto en radios AC/DC sin transformador, y la alineación del receptor según sea necesario.
Dado que los equipos de tubos de vacío contienen voltajes potencialmente letales, se suelen emplear una serie de medidas de seguridad, como descargar los condensadores de la fuente de alimentación y mantener una mano alejada del chasis cuando se trabaja con equipos alimentados. Algunos equipos antiguos tienen una conexión directa al chasis metálico en un lado de la línea de alimentación de CA entrante, lo que provoca que toda la unidad se electrifique si el enchufe de alimentación se inserta al revés. Muchas radios antiguas, como los receptores antiguos, no tienen fusibles de seguridad.Además, quienes coleccionan, restauran o utilizan equipos de radio antiguos pueden encontrarse, sin saberlo, con sustancias radiactivas nocivas, PCB y amianto.